# Stambena lađa
Stambena lađa je vrsta plutajućeg objekta, po Pravilniku o plutajućim objektima, odnosno Pomorskom zakoniku RH. Namjena mu nije plovidba, nego služi za stambene namjene. Namijenjena je za boravak osoba koje nisu posada objekta.